# Arethyna
Genre
Arethyna est un genre d'araignées aranéomorphes de la famille des Dictynidae.

## Distribution
Les espèces de ce genre se rencontrent en écozone holarctique.

## Liste des espèces
Selon World Spider Catalog (version 26, 11/07/2025) :
- Arethyna coloradensis (Chamberlin, 1919)
- Arethyna idahoana (Chamberlin & Ivie, 1933)
- Arethyna osceola (Chamberlin & Gertsch, 1958)
- Arethyna peon (Chamberlin & Gertsch, 1958)
- Arethyna personata (Gertsch & Mulaik, 1936)
- Arethyna saltona (Chamberlin & Gertsch, 1958)
- Arethyna secuta (Chamberlin, 1924)
- Arethyna sierra (Chamberlin, 1948)
- Arethyna ubsunurica (Marusik & Koponen, 1998)
- Arethyna volucripes (Keyserling, 1881)

## Systématique et taxinomie
Ce genre a été décrit par Cala-Riquelme en 2025 dans les Dictynidae.

## Publication originale
- Montana, Cala-Riquelme, Crews, Gorneau, Al-Jamal, Alequín, Spagna, Ballarin & Esposito, 2025 : « Tailor's drawer no more: a reappraisal of the spider family Dictynidae O. Pickard-Cambridge, 1871 sensu lato. » Zoological Journal of the Linnean Society, vol. 204, no 2, zlaf007, p. 1-97.